# Роберт, Людвиг
Эрнст Фридрих Людвиг Роберт (нем. Ernst Friedrich Ludwig Robert; 1778—1832) — немецкий поэт, драматург и переводчик; брат Рахель Фарнхаген фон Энзе.

## Биография
Родился 16 декабря 1778 года в Берлине; происходил из еврейской семьи, носившей имя Левин, а затем переменившей это имя на Роберт-Торнов; его сестрой была Рахель Фарнхаген фон Энзе, которая стала известной немецкой писательницей и активно выступала за права евреев и женщин. 
Перейдя в христианство, Людвиг Роберт некоторое время состоял при русском посольстве в городе Штутгарте. 
Согласно «Энциклопедическому словарю Брокгауза и Ефрона», лучшее из его произведений — мещанская трагедия: «Die Macht der Verhältnisse», которая была опубликована в Штутгарте в 1819 году. 
Перу Людвига Роберта принадлежат также следующие сочинения: собрание стихотворений «Kämpfe der Zeit» (Тюбинген, 1817), опера «Die Sylphen» (Берлин, 1806), трагедия «Die Tochter Jephthas» (Тюбинген, 1820), романтическая комедия «Cassius und Phantasus» (Берлин, 1826), водевиль «Staberl in höhern Sphären» (Берлин, 1825), «Gedichte» (Мангейм, 1838).
Эрнст Фридрих Людвиг Роберт умер 5 июля 1832 года в Баден-Бадене.